# Frederik von Hauch

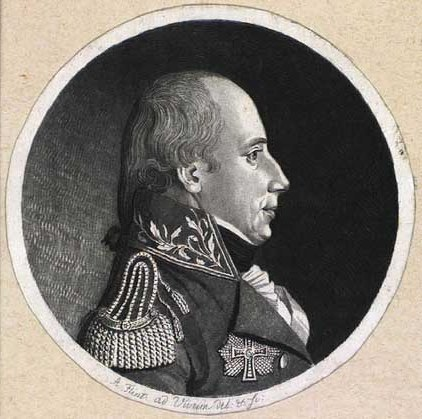
Frederik von Hauch

Frederik von Hauch (* 1754; † 1839) war Generalpostdirektor in Dänemark.

## Leben
Von 1802 bis 1810 war er Stiftamtmann von Seeland und in dieser Eigenschaft auch Amtmann der Färöer mit Sitz in Kopenhagen.
Er war der Sohn von General Andreas von Hauch (1708–1782), verheiratet war er mit Karen Tank (1764–1802). Zusammen hatten sie den Sohn Carsten Hauch (1790–1872), einen späteren Professor an der Universität Kopenhagen, Dichter und Autor.